# Distrito de Nîmes
El distrito de Nîmes es un distrito (en francés arrondissement) de Francia, que se localiza en el departamento de Gard, de la región de Languedoc-Rosellón (en francés Languedoc-Roussillon). Cuenta con 24 cantones y 177 comunas.

## División territorial

### Cantones
Los cantones del distrito de Nîmes son:
1. Cantón de Aigues-Mortes
2. Cantón de Aramon
3. Cantón de Bagnols-sur-Cèze
4. Cantón de Beaucaire
5. Cantón de Lussan
6. Cantón de Marguerittes
7. Cantón de Nîmes cantón primero
8. Cantón de Nîmes cantón segundo
9. Cantón de Nîmes cantón tercero
10. Cantón de Nîmes cantón cuarto
11. Cantón de Nîmes cantón quinto
12. Cantón de Nîmes cantón sexto
13. Cantón de Pont-Saint-Esprit
14. Cantón de Remoulins
15. Cantón de Rhôny-Vidourle
16. Cantón de Roquemaure
17. Cantón de Saint-Chaptes
18. Cantón de Saint-Gilles
19. Cantón de Saint-Mamert-du-Gard
20. Cantón de Sommières
21. Cantón de Uzès
22. Cantón de Vauvert
23. Cantón de Villeneuve-lès-Avignon
24. Cantón de La Vistrenque

### Comunas
| 1. Aigaliers (30001)                  | 2. Aigues-Mortes (30003)               | 3. Aigues-Vives (30004)                  | 4. Aiguèze (30005)                       |
| 5. Aimargues (30006)                  | 6. Les Angles (30011)                  | 7. Aramon (30012)                        | 8. Argilliers (30013)                    |
| 9. Arpaillargues-et-Aureillac (30014) | 10. Aspères (30018)                    | 11. Aubais (30019)                       | 12. Aubord (30020)                       |
| 13. Aubussargues (30021)              | 14. Aujargues (30023)                  | 15. Bagnols-sur-Cèze (30028)             | 16. Baron (30030)                        |
| 17. La Bastide-d'Engras (30031)       | 18. Beaucaire (30032)                  | 19. Beauvoisin (30033)                   | 20. Bellegarde (30034)                   |
| 21. Belvézet (30035)                  | 22. Bernis (30036)                     | 23. Bezouce (30039)                      | 24. Blauzac (30041)                      |
| 25. Boissières (30043)                | 26. Bouillargues (30047)               | 27. Bourdic (30049)                      | 28. La Bruguière (30056)                 |
| 29. Cabrières (30057)                 | 30. Le Cailar (30059)                  | 31. Caissargues (30060)                  | 32. La Calmette (30061)                  |
| 33. Calvisson (30062)                 | 34. La Capelle-et-Masmolène (30067)    | 35. Carsan (30070)                       | 36. Castillon-du-Gard (30073)            |
| 37. Caveirac (30075)                  | 38. Cavillargues (30076)               | 39. Chusclan (30081)                     | 40. Clarensac (30082)                    |
| 41. Codognan (30083)                  | 42. Codolet (30084)                    | 43. Collias (30085)                      | 44. Collorgues (30086)                   |
| 45. Combas (30088)                    | 46. Comps (30089)                      | 47. Congénies (30091)                    | 48. Connaux (30092)                      |
| 49. Cornillon (30096)                 | 50. Crespian (30098)                   | 51. Dions (30102)                        | 52. Domazan (30103)                      |
| 53. Estézargues (30107)               | 54. Flaux (30110)                      | 55. Foissac (30111)                      | 56. Fons (30112)                         |
| 57. Fons-sur-Lussan (30113)           | 58. Fontanès (30114)                   | 59. Fontarèches (30115)                  | 60. Fournès (30116)                      |
| 61. Fourques (30117)                  | 62. Gajan (30122)                      | 63. Gallargues-le-Montueux (30123)       | 64. Le Garn (30124)                      |
| 65. Garons (30125)                    | 66. Garrigues-Sainte-Eulalie (30126)   | 67. Gaujac (30127)                       | 68. Goudargues (30131)                   |
| 69. Le Grau-du-Roi (30133)            | 70. Générac (30128)                    | 71. Issirac (30134)                      | 72. Jonquières-Saint-Vincent (30135)     |
| 73. Junas (30136)                     | 74. Langlade (30138)                   | 75. Laudun-l'Ardoise (30141)             | 76. Laval-Saint-Roman (30143)            |
| 77. Lecques (30144)                   | 78. Lirac (30149)                      | 79. Lussan (30151)                       | 80. Lédenon (30145)                      |
| 81. Manduel (30155)                   | 82. Marguerittes (30156)               | 83. Meynes (30166)                       | 84. Milhaud (30169)                      |
| 85. Montagnac (30354)                 | 86. Montaren-et-Saint-Médiers (30174)  | 87. Montclus (30175)                     | 88. Montfaucon (30178)                   |
| 89. Montfrin (30179)                  | 90. Montignargues (30180)              | 91. Montmirat (30181)                    | 92. Montpezat (30182)                    |
| 93. Moulézan (30183)                  | 94. Moussac (30184)                    | 95. Mus (30185)                          | 96. Nages-et-Solorgues (30186)           |
| 97. Nîmes (30189)                     | 98. Orsan (30191)                      | 99. Parignargues (30193)                 | 100. Le Pin (30196)                      |
| 101. Pont-Saint-Esprit (30202)        | 102. Pougnadoresse (30205)             | 103. Poulx (30206)                       | 104. Pouzilhac (30207)                   |
| 105. Pujaut (30209)                   | 106. Redessan (30211)                  | 107. Remoulins (30212)                   | 108. Rochefort-du-Gard (30217)           |
| 109. Rodilhan (30356)                 | 110. La Roque-sur-Cèze (30222)         | 111. Roquemaure (30221)                  | 112. La Rouvière (30224)                 |
| 113. Sabran (30225)                   | 114. Saint-Alexandre (30226)           | 115. Saint-André-d'Olérargues (30232)    | 116. Saint-André-de-Roquepertuis (30230) |
| 117. Saint-Bauzély (30233)            | 118. Saint-Bonnet-du-Gard (30235)      | 119. Saint-Chaptes (30241)               | 120. Saint-Christol-de-Rodières (30242)  |
| 121. Saint-Clément (30244)            | 122. Saint-Côme-et-Maruéjols (30245)   | 123. Saint-Dionizy (30249)               | 124. Saint-Dézéry (30248)                |
| 125. Saint-Geniès-de-Comolas (30254)  | 126. Saint-Geniès-de-Malgoirès (30255) | 127. Saint-Gervais (30256)               | 128. Saint-Gervasy (30257)               |
| 129. Saint-Gilles (30258)             | 130. Saint-Hilaire-d'Ozilhan (30260)   | 131. Saint-Hippolyte-de-Montaigu (30262) | 132. Saint-Julien-de-Peyrolas (30273)    |
| 133. Saint-Laurent-d'Aigouze (30276)  | 134. Saint-Laurent-de-Carnols (30277)  | 135. Saint-Laurent-des-Arbres (30278)    | 136. Saint-Laurent-la-Vernède (30279)    |
| 137. Saint-Mamert-du-Gard (30281)     | 138. Saint-Marcel-de-Careiret (30282)  | 139. Saint-Maximin (30286)               | 140. Saint-Michel-d'Euzet (30287)        |
| 141. Saint-Nazaire (30288)            | 142. Saint-Paul-les-Fonts (30355)      | 143. Saint-Paulet-de-Caisson (30290)     | 144. Saint-Pons-la-Calm (30292)          |
| 145. Saint-Quentin-la-Poterie (30295) | 146. Saint-Siffret (30299)             | 147. Saint-Victor-des-Oules (30301)      | 148. Saint-Victor-la-Coste (30302)       |
| 149. Saint-Étienne-des-Sorts (30251)  | 150. Sainte-Anastasie (30228)          | 151. Salazac (30304)                     | 152. Salinelles (30306)                  |
| 153. Sanilhac-Sagriès (30308)         | 154. Sauveterre (30312)                | 155. Sauzet (30313)                      | 156. Saze (30315)                        |
| 157. Sernhac (30317)                  | 158. Serviers-et-Labaume (30319)       | 159. Sommières (30321)                   | 160. Souvignargues (30324)               |
| 161. Tavel (30326)                    | 162. Théziers (30328)                  | 163. Tresques (30331)                    | 164. Uchaud (30333)                      |
| 165. Uzès (30334)                     | 166. Vallabrix (30337)                 | 167. Vallabrègues (30336)                | 168. Valliguières (30340)                |
| 169. Vallérargues (30338)             | 170. Vauvert (30341)                   | 171. Verfeuil (30343)                    | 172. Vergèze (30344)                     |
| 173. Vers-Pont-du-Gard (30346)        | 174. Vestric-et-Candiac (30347)        | 175. Villeneuve-lès-Avignon (30351)      | 176. Villevieille (30352)                |
| 177. Vénéjan (30342)                  |                                        |                                          |                                          |